# Riudecols
Riudecols es un municipio y localidad española de la provincia de Tarragona, en la comunidad autónoma de Cataluña. El término municipal, ubicado en la comarca del Bajo Campo, tiene una población de 1232 habitantes (INE 2024).

## Toponimia
El nombre se cree que proviene de Riu-de-còdols (Río-de-guijarros), y de ahí evolucionó hasta el nombre actual. Se cree que se le puso este nombre porque la villa se fundó al lado de un torrente cuando por este aún bajaba agua durante todo el año.

## Geografía
Integrado en la comarca de Bajo Campo, se sitúa a 26 km de Tarragona. El término municipal está atravesado por la carretera nacional N-420, entre los pK 856 y 863. 
El término está situado en terreno montañoso al pie de Puig Cerver (839 m), de Puig Marí (660 m) y del monte de Vilavella (527 m), ocupando los altos valles de las rieras de las Vueltas y de las Irles. La altura del término oscila entre los 839 m al noroeste (Puigcerver), en plena Cordillera Litoral, y los 240 m al sureste, a orillas de la riera de Riudecols. El pueblo se alza a 299 m sobre el nivel del mar. 
| Noroeste: Alforja   | Norte: Alforja  | Nordeste: Borjas del Campo |
| Oeste: Dosaiguas    |                 | Este: Botarell             |
| Suroeste: Dosaiguas | Sur: Riudecañas | Sureste: Botarell          |

## Historia
Se han encontrado yacimientos prehistóricos los cuales pertenecen al Paleolítico medio (entre 90 000 y 40 000 AP. Los núcleos de población actuales no se empezaron a formar hasta después de la reconquista cristiana (siglo XII). Primero formó parte de Alforja y posteriormente se le concedió un sub-feudo, en 1182.
El primer señor de Riudecols fue el caballero Pere de Puig. En el siglo XIV los descendientes de Pere de Puig se trasladaron a la ciudad de Tarragona. En esta época hay noticias de la llegada al pueblo de la reliquia del Brazo de Santa Tecla (17 de mayo de 1321). Mientras la familia Puig vivió en Tarragona y se cree que se cambió el apellido por de Riudecols. Parece que fueron muy bien considerados en la corte del rey Martín I de Aragón. Este mismo rey pidió al señor Berenguer de Riudecols que asistiera a su coronación en Zaragoza. En 1370 el señor de Riudecols defendió la Corona de Aragón de la invasión por parte de Pedro I el Cruel de Castilla y León. En 1377 Galcerà de Riudecols fue nombrado Veguer de Tarragona y en 1386 fue nombrado Consejero Real (Conseller Reial).
El 7 de octubre de 1464, el Señorío de Riudecols (Senyoriu de Riudecols) cambió de propietario. Los nuevos señores de Riudecols fueron los Ferrer. Los primeros descendientes de esta nueva dinastía vivieron en Riudecols. En 1553 en Tarragona hay una nueva calle: calle de Riudecols, en esta calle vivía un tal Joan Ferrer (probablemente Señor de Riudecols). A partir de 1558 formó parte de la Comuna del Campo.
En 1837 fue el escenario de una batalla durante la primera guerra carlista. Las tropas liberales cercaron a cerca de 400 soldados carlistas. Murieron 200 en el combate y otros 50 fueron fusilados por los liberales. El actual término municipal se formó en el siglo XIX con la unión de Riudecols, Las Voltas y Las Irlas. Durante la guerra civil española (1936-39), el pueblo no vivió la guerra, pero sí que fue escenario de refugio para las tropas del ejército republicano. Como en muchos pueblos las diferencias de ideología acabaron con los partidarios a los nacionalistas.

## Demografía
Cuenta con una población de 1232 habitantes (INE 2024).
| Gráfica de evolución demográfica de Riudecols entre 1842 y 2021 |
| |
| Población de derecho según los censos de población del INE Población de hecho según los censos de población del INEEntre el censo de 1857 y el anterior, varía el término del municipio porque incorpora a 435026 (Las Voltas) e independiza a 43502 (Las Irlas) En este censo se denominaba Ruidecols: 1842 En estos censos se denominaba Riudecóls: 1877, 1887, 1897, 1900, 1910, 1920, 1930 y 1940 Entre el censo de 1940 y el anterior, crece el término del municipio porque incorpora a 43502 (Las Irlas) |

## Economía
La agricultura fue hasta a mediados del siglo XX la principal actividad económica, era el cultivo de olivos, avellanos y almendros. Destaca también la producción de un aceite de excelente calidad incluido en la denominación de origen Siruana.
El pueblo tiene una importante industria, Industrias Teixidó, la cual está especializada en la fabricación de piezas torneadas de gran precisión para empresas de todo el mundo. Fue fundada en mayo de 1952 por Don Artemio Teixidó Borrás. Actualmente es la principal actividad económica del pueblo y de sus alrededores. Está situada a la entrada del pueblo. Consta de tres naves de fabricación y un edificio de oficinas situado al lado de la tercera planta.

## Patrimonio

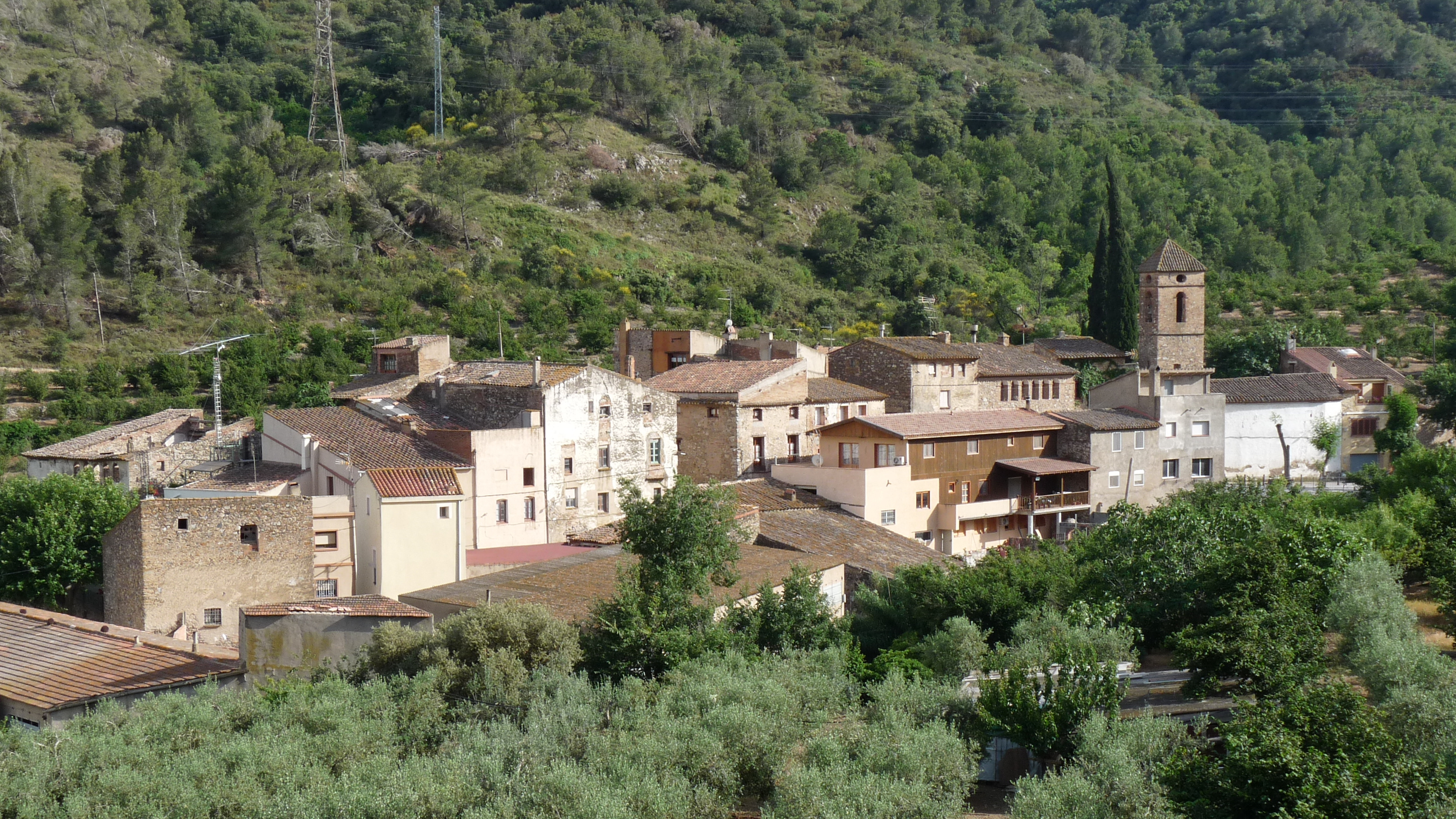
Las Irlas

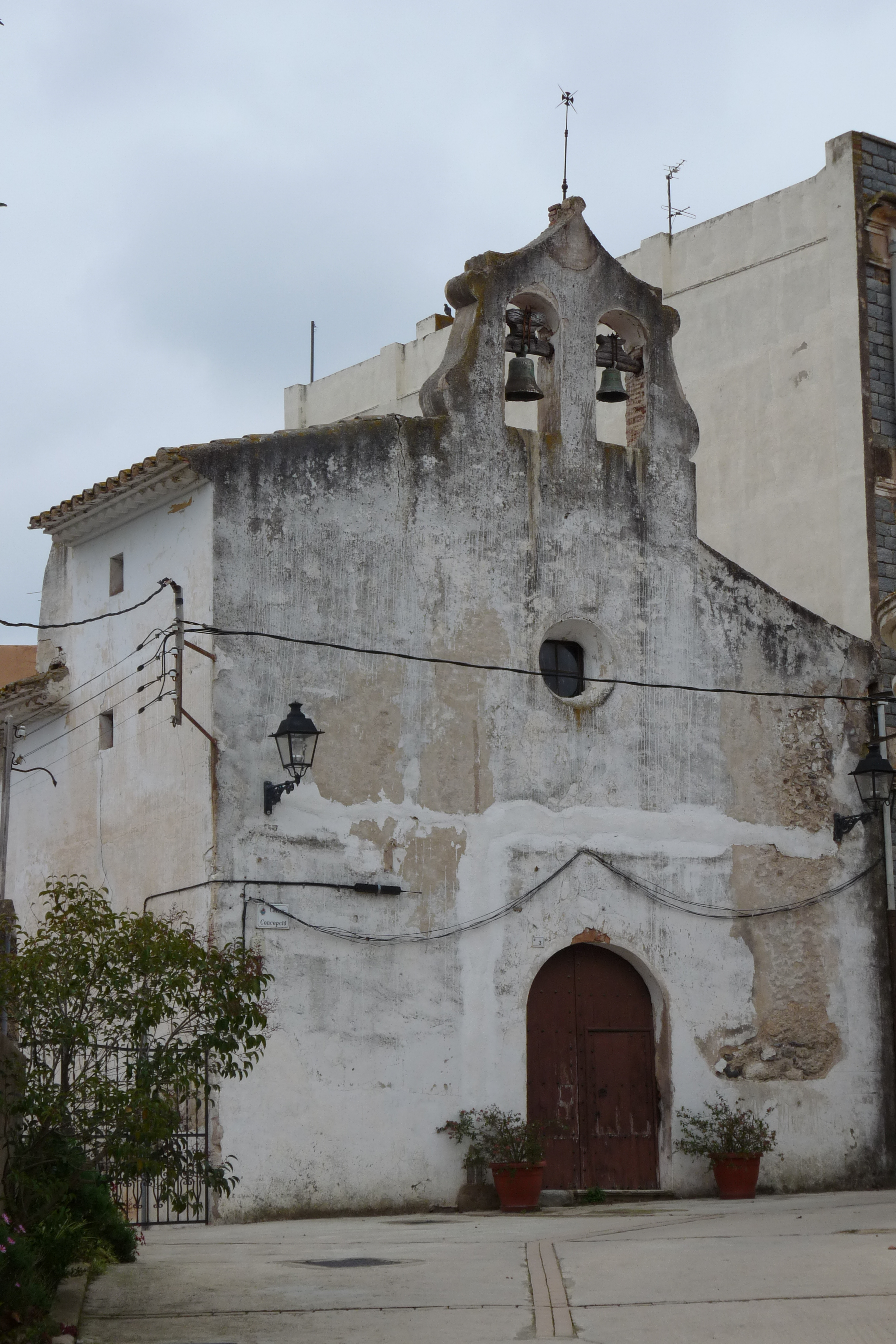
Iglesia de Las Voltas

Quedan algunos restos de la antigua muralla que rodeaba la villa así como una de las portaladas de entrada. Sin embargo no queda ningún rastro del antiguo castillo, pero se cree que el Palacio dónde estaban los Señores de Riudecols es la Casa del Castillo o Cal Roca. Posteriormente, la casa se utilizó como hospital, cárcel, escuela de niñas y actualmente es una casa particular. 
La iglesia parroquial de Riudecols está dedicada a San Pedro. Su construcción se terminó en 1783, aunque su campanario, de planta octogonal, está sin terminar. Consta de una nave central y 8 naves laterales: Altar de la Virgen del Rosario, Altar a la Virgen de Montserrat, Altar de la Virgen María, Altar del Sagrado Corazón de Jesús, Altar de la Virgen de Puigcerver, Altar del Santo Sepulcro, Altar del Santo Cristo y Altar de Santa Eulalia. La iglesia tenía en el Altar Mayor un magnífico retablo barroco dedicado a los tres patronos, San Pedro, Santa Eulalia y la Virgen del Rosario, aparte de múltiples escenas sobre santos y mártires de la Iglesia Católica. El altar barroco y todos los demás retablos de la iglesia fueron quemados en 1936, a consecuencia de la guerra civil española. Durante la guerra, la iglesia hacía de almacén de carbón y de mercado municipal, así que quedó muy dañada. En 1963, el padre Josep Blas pintó el Altar Mayor. Las pinturas representan cuatro pasajes de la vida del titular, San Pedro, el primer Papa de la Iglesia, que son: el pescador de hombres, la conversión; Pentecostés y el Apóstol. En el año 2000 se restauró la iglesia totalmente, tanto interior como exteriormente. La fachada de la iglesia se pintó como originalmente había sido y el campanario se coronó con una barandilla de mármol blanco. El campanario tiene tres campanas y un reloj. La más importante, la de San Pedro, está situada en la fachada principal y suena cada día a la una y las tres de la tarde, recordando una antigua tradición, ya que antiguamente llamaban a la una a los campesinos que estaban en el campo a comer y a las tres la vuelta al trabajo. 
La iglesia de Las Voltas, dedicada a la Inmaculada Concepción. Se cree que su construcción es de principios del 1600. Está compuesta por una nave única con capillas laterales. No tiene campanario pero sí campanas, las cuales están encima de la fachada principal. Se cree que en su origen tenía campanario y reloj, pero por causas desconocidas en el año 1767 se derribó el campanario. En el Altar Mayor hay una magnífica pintura atribuida a Juan de Juanes. En la iglesia de Les Voltes hay una imagen de la Virgen de Puigcerver. 
Al lado de Las Voltas se encuentra una capilla dedicada a San Bartolomé, que quedó destruida durante la primera guerra carlista. Parece ser que los riudecolencs tenían un gran afecto al santo y también un gran respeto al monje del santuario. 
La iglesia de Las Irlas está consagrada a San Antonio. La fecha de construcción es desconocida pero se cree que es de principios del siglo XVIII. La iglesia es de una sola nave y está compuesta por naves laterales. Tiene campanario pero no reloj. A diferencia del de Riudecols es cuadrado y solo tiene una campana. También son visibles los restos de una antigua torre de vigía conocida como Torre dels Moros.

## Cultura

### Fiestas
Solo hay las más notables, en ellas no hay ni fiestas organizadas por otras organizaciones que no dependen del Ayuntamiento.
- SANTA EULALIA, fiesta mayor de invierno, se celebra el segundo sábado de febrero, en honor a Santa Eulalia.
- CARNAVAL, fiesta de gran importancia del pueblo, la fecha es variable pero siempre es el siguiente fin de semana en comparación a otras ciudades.
- SEMANA SANTA, en el Viernes Santo se hace una representación de la Agonía y lectura de las Siete Palabras. En la noche se hace una procesión por todo el pueblo, en la cual, los misterios se llevan a los hombros menos la cruz, que se lleva por cadenas debido a su gran tamaño.
- SAN ANTONIO, fiesta mayor en Las Irlas. Se celebra el día 12 de junio.
- SAN JUAN, fiesta en Cataluña, se celebra la noche del 23 al 24 de junio. Consiste en hacer una hoguera, posteriormente en la pista del polideportivo se come coca de San Juan.
- SAN PEDRO, fiesta Mayor por excelencia. Se celebra el 28, 29 y 30 de junio, en honor a su patrón, San Pedro.
- REVETLLA DEL POLIESPORTIU, fiesta conmemorativa de la inauguración del Poliesportiu Joan Mestre, que fue uno de los primeros de los alrededores. A medianoche la gente va al baile, en él lucen sus mejores galas. La fecha es variable, pero normalmente se hace a mediados de julio.
- ANADA A PUIGCERVER, es una romería que va de Riudecols al santuario de la Virgen. También hace la romería Alforja, pueblo vecino, pero desde su respectivo pueblo. La romería empieza a las 6 de la madrugada del primer domingo de agosto.
- PROCESIÓN MARIANA, procesión en honor a la Virgen de Puigcerver, se recorre el pueblo a luz de fanal, con la Virgen a los hombros. Se celebra el último domingo de agosto.
- VIRGEN DEL ROSARIO, fiesta Mayor de octubre, en honor a la Virgen del Rosario. Se celebra el primer sábado de octubre.
- INMACULADA CONCEPCIÓN, fiesta Mayor en Las Voltas, se celebra el día 8 de diciembre.

### Gastronomía
El municipio forma parte de la zona de producción de tres productos que sobresalen por su calidad: la avellana, el vino y el aceite de oliva virgen extra.
Se comercializan con las etiquetas de calidad de:
1. Denominación de Origen Avellana de Reus.
2. Denominación de Origen Tarragona.
3. Denominación de Origen Siurana.